# مقاطعة كريتيندين (أركنساس)
مقاطعة كريتيندين (بالإنجليزية: Crittenden County)‏ هي إحدى مقاطعات ولاية أركنساس في الولايات المتحدة الأمريكية.

## أعلام
- هنري سلون